# Petite-Rivière-de-l'Artibonite
Petite-Rivière-de-l'Artibonite (en criollo haitiano Ti Rivyè Latibonit) es una comuna de Haití que está situada en el distrito de Dessalines, del departamento de Artibonito.

## Secciones
Está formado por las secciones de:
- Bas Coursin I
- Bas Coursin II
- Labady (que abarca la villa de Petite-Rivière-de-l'Artibonite)
- Savane à Roche (que abarca el barrio de Savane à Roche)
- Pérodin
- Médor

## Demografía
| Gráfica de evolución demográfica de Petite-Rivière-de-l'Artibonite entre 2009 y 2015 |
|                                                                                      |

Los datos demográficos contemplados en este gráfico de la comuna de Petite-Rivière-de-l'Artibonite son estimaciones que se han cogido de 2009 a 2015 de la página del Instituto Haitiano de Estadística e Informática (IHSI). 